# 永泰街
永泰街曾用名大南街，是中国山西省大同市最主要的一条南北交通干道，大同城的南北中轴线，位于平城区古城街道,南北走向，北起古城中心的四牌楼接武定街，南到大同南门永泰门。长800米，宽35米。
和阳街形成于明洪武五年修筑大同城之初。
沿街建筑：
- 四牌楼
- 大同魁星楼
- 武定门

2008年以后，大同开始复原古城风貌，永泰街两侧开始复原。只是作为十字街干道，仍保持了沥青路面，没有改为石头路面。

## 交汇街道
- 鼓楼西街（华严街口以西名一万贯庙街和财神庙街）
- 鼓楼东街
- 教场街
- 永泰门内街